# Yann Aurel Bisseck
Yann Aurel Ludger Bisseck (sinh ngày 29 tháng 11 năm 2000) là một cầu thủ bóng đá chuyên nghiệp người Đức hiện đang thi đấu ở vị trí trung vệ cho câu lạc bộ Serie A Inter Milan và đội tuyển bóng đá quốc gia Đức.

## Sự nghiệp câu lạc bộ

### 1. FC Köln
Bisseck bắt đầu chơi bóng tại SV Adler Dellbrück và chuyển đến học viện trẻ của 1. FC Köln. Ban đầu, anh được xếp vào đội trẻ F (U8).
Bisseck có trận ra mắt cho đội một của 1. FC Köln trước Hertha BSC vào ngày 26 tháng 11 năm 2017 ở tuổi 16 khiến anh trở thành cầu thủ người Đức trẻ nhất ra sân trong một trận đấu tại Bundesliga. Lần ra sân này của Bisseck cũng khiến anh trở thành cầu thủ trẻ thứ hai trong lịch sử giải đấu sau Nuri Şahin.

#### Cho mượn tại các câu lạc bộ khác nhau
Vào giữa tháng 1 năm 2019, Bisseck chuyển đến Holstein Kiel dưới dạng cho mượn. Tính đến cuối mùa giải 2018–19, anh đã ra sân ba lần ở giải hạng hai dưới thời huấn luyện viên Tim Walter. Ngoài ra, Bisseck còn ra sân bốn lần cho đội hai ở giải hạng tư Regionalliga Nord.
Sau khi Bisseck chỉ ra sân một lần ở Regionalliga Nord vào đầu mùa giải mới, hợp đồng cho mượn với Holstein Kiel đã được kết thúc sớm vào cuối tháng 8 năm 2019. Bisseck sau đó được cho câu lạc bộ hạng hai Hà Lan là Roda JC Kerkrade mượn đến hết mùa giải 2019–20. Tuy nhiên, anh chỉ có thể ra sân cho Roda JC vào tháng 11 do chấn thương ở chân. Sau đó, anh đã  ra sân 10 lần ở giải đấu và ghi được một bàn thắng. Mùa giải đã bị hủy vào tháng 3 sau ngày thi đấu thứ 29 vì đại dịch COVID-19 và Bisseck rời câu lạc bộ khi hết hạn hợp đồng.
Trong mùa giải 2020–21, Bisseck gia hạn hợp đồng với 1. FC Köln đến ngày 30 tháng 6 năm 2023 và chuyển đến câu lạc bộ hạng nhất Bồ Đào Nha Vitória Guimarães theo dạng cho mượn có thời hạn hai năm với điều khoản tùy chọn mua. Vì chưa thể khẳng định mình với đội một nên anh chỉ thi đấu cho đội hai. Bisseck đã chơi 9 trận cho đội hai ở giải hạng ba Campeonato Nacional de Seniores, trong đó anh ghi được một bàn thắng.

### AGF
Bisseck đã kết thúc thời gian thi đấu dưới dạng cho mượn ở Bồ Đào Nha sau khi không đạt được mong muốn gì. Tiếp theo đó, anh được cho câu lạc bộ hạng nhất Đan Mạch là AGF mượn cho mùa giải 2021–22. Trong thời gian gắn bó của Bisseck với AGF, anh ngay lập tức trở thành cầu thủ đá chính và sau đó ký hợp đồng vào cuối năm 2021 có thời hạn đến ngày 30 tháng 6 năm 2026.

### Inter Milan
Vào ngày 12 tháng 7 năm 2023, Bisseck gia nhập câu lạc bộ Inter Milan tại Serie A trong bảng hợp đồng có thời hạn đến năm 2028 với trị giá khoảng 7 triệu euro kèm theo chi phí phụ.
Bisseck có trận ra mắt cho Inter trong chiến thắng 2–0 trước Monza trong trận mở màn mùa giải 2023–24 của đội. Anh có trận đấu đầu tiên tại UEFA Champions League trong chiến thắng 1–0 trước RB Salzburg vào ngày 8 tháng 11 năm 2023.
Vào ngày 23 tháng 12, Bisseck ghi bàn thắng đầu tiên cho Inter trong chiến thắng 2–0 trước Lecce tại San Siro.

## Sự nghiệp quốc tế
Bisseck từng là cầu thủ trẻ của Đức. Anh từng thi đấu cho đội U-17 Đức kể từ ngày từ tháng 11 năm 2016. Cùng với đội U-17, anh đã tham dự Giải vô địch bóng đá U-17 thế giới ở Ấn Độ vào tháng 10 năm 2017, trong đó anh chơi ba trận và ghi một bàn thắng. Từ tháng 3 đến tháng 5 năm 2018, Bisseck có 3 lần ra sân cho đội U-18 Đức. Kể từ năm 2018 đến năm 2019, anh đã thi đấu cho đội U-19 Đức.
Sau hơn ba năm không thi đấu quốc tế, Bisseck có trận ra mắt đội tuyển U-21 quốc gia do huấn luyện viên Antonio Di Salvo vào tháng 6 năm 2022 trong khuôn khổ vòng loại Giải vô địch U-21 châu Âu 2023.

## Đời tư
Bisseck sinh ngày 29 tháng 11 năm 2000 tại Köln, Đức, có cha mẹ là người Cameroon. Trước khi anh chào đời, cha mẹ anh đã đến Đức từ Cameroon sau khi nhận được học bổng.
Ở tuổi 16, Bisseck đậu bằng tốt nghiệp trung học (Abitur). Từ học kỳ mùa đông năm 2017, anh lần đầu tiên đi học kinh tế tại Đại học Köln và sau đó là khóa học từ xa về Quản lý Truyền thông và Tiếp thị tại trường Đại học Khoa học Ứng dụng Köln.

## Thống kê sự nghiệp
Tính đến 17 tháng 3 năm 2024
| Câu lạc bộ                 | Mùa giải            | Giải đấu               | Giải đấu | Giải đấu | Cúp quốc gia | Cúp quốc gia | Châu lục | Châu lục | Khác | Khác | Tổng cộng | Tổng cộng |
| Câu lạc bộ                 | Mùa giải            | Hạng đấu               | Trận     | Bàn      | Trận         | Bàn          | Trận     | Bàn      | Trận | Bàn  | Trận      | Bàn       |
| -------------------------- | ------------------- | ---------------------- | -------- | -------- | ------------ | ------------ | -------- | -------- | ---- | ---- | --------- | --------- |
| 1. FC Köln                 | 2017–18             | Bundesliga             | 3        | 0        | 0            | 0            | —        | —        | —    | —    | 3         | 0         |
| 1. FC Köln II              | 2017–18             | Regionalliga           | 1        | 0        | —            | —            | —        | —        | —    | —    | 1         | 0         |
| 1. FC Köln II              | 2018–19             | Regionalliga           | 14       | 2        | —            | —            | —        | —        | —    | —    | 14        | 2         |
| 1. FC Köln II              | Tổng cộng           | Tổng cộng              | 15       | 2        | 0            | 0            | 0        | 0        | 0    | 0    | 15        | 2         |
| Holstein Kiel (mượn)       | 2018–19             | 2. Bundesliga          | 3        | 0        | 0            | 0            | —        | —        | —    | —    | 3         | 0         |
| Holstein Kiel II (mượn)    | 2018–19             | Regionalliga           | 4        | 0        | —            | —            | —        | —        | —    | —    | 4         | 0         |
| Holstein Kiel II (mượn)    | 2019–20             | Regionalliga           | 1        | 0        | —            | —            | —        | —        | —    | —    | 1         | 0         |
| Holstein Kiel II (mượn)    | Tổng cộng           | Tổng cộng              | 5        | 0        | 0            | 0            | 0        | 0        | 0    | 0    | 5         | 0         |
| Roda (mượn)                | 2019–20             | Eerste Divisie         | 10       | 1        | 0            | 0            | —        | —        | —    | —    | 10        | 1         |
| Vitória Guimarães B (mượn) | 2020–21             | Campeonato do Portugal | 9        | 1        | —            | —            | —        | —        | —    | —    | 9         | 1         |
| AGF (mượn)                 | 2021–22             | Danish Superliga       | 30       | 1        | 1            | 0            | 2        | 0        | —    | —    | 33        | 1         |
| AGF                        | 2022–23             | Danish Superliga       | 32       | 4        | 3            | 1            | —        | —        | —    | —    | 35        | 5         |
| AGF                        | Tổng cộng           | Tổng cộng              | 62       | 7        | 4            | 1            | 2        | 0        | 0    | 0    | 68        | 6         |
| Inter Milan                | 2023–24             | Serie A                | 13       | 2        | 1            | 0            | 3        | 0        | 1    | 0    | 18        | 2         |
| Tổng cộng sự nghiệp        | Tổng cộng sự nghiệp | Tổng cộng sự nghiệp    | 120      | 11       | 5            | 1            | 5        | 0        | 1    | 0    | 131       | 12        |

1. ↑  Bao gồm Cúp bóng đá Đan Mạch và Coppa Italia
2. ↑  Ra sân tại UEFA Europa Conference League
3. ↑  Ra sân tại UEFA Champions League
4. ↑  Ra sân tại Supercoppa Italiana

## Danh hiệu

### Câu lạc bộ
Inter Milan
- Serie A: 2023–24[17]
- Supercoppa Italiana: 2023[18]

### Cá nhân
- Huy chương đồng Fritz Walter cấp độ tuổi U-19: 2019[19]